# Ruby Bridges
Ruby Nell Bridges Hall, född 8 september 1954 i Tylertown i Mississippi, är en amerikansk medborgarrättsaktivist. Hon blev en symbol inom den afroamerikanska medborgarrättsrörelsen när hon som 6-åring blev det första barn som bröt rassegregeringen på William Frantz Elementary School. I vuxen ålder har Bridges Hall fortsatt engagera sig i frågor kring antirasism och integration. 1999 startade hon Ruby Bridges Foundation, en rörelse med syftet att genom utbildning främja tolerans och enighet bland skolbarn.

## Biografi

### Skolgång
Skolsegregering hade kriminaliserats av USA:s högsta domstol 3 månader innan Ruby Bridges föddes. Den 14 november 1960 blev hon det första svarta barnet att gå i en vit grundskola i Louisiana. Hon eskorterades till skolan av U.S. Marshals för att skydda henne från demonstranter som hade samlats utanför skolan för att protestera mot integreringen av svarta i vita skolor. Demonstranterna skrek slagord, rasistiska skällsord, höll upp plakat och en kvinna hade med sig en likkista i miniatyr med en svart docka inuti. Barnpsykiatrikern Robert Coles som blev vittne till uppståndelsen utför skolan erbjöd sig att hjälpa och ge stöd till Bridges och hennes familj genom veckovisa hembesök.
Bridges undervisades ensam i klassrummet av Barbara Henry eftersom de andra lärarna som arbetade på skolan vägrade undervisa en svart elev och de vita föräldrarna vägrade låta sina barn gå i skolan tillsammans med en svart klasskamrat.
Varje dag under det första skolåret behövde hon eskorteras av federala polisagenter som skyddade henne från demonstranter. Bridges var tvungen att ta med sig matlåda hemifrån varje dag för att undvika risken att förgiftas. Senare under läsåret återvände några av de vita eleverna och lärarna till skolan men rektorn, som var emot skolintegrering, såg till att de aldrig kom i kontakt med Bridges. Under Bridges andra läsår på skolan hade protesterna ebbat ut och fler svarta och vita barn gick i Rubys klass.

### Senare liv
Efter att ha gått ut skolan arbetade hon som reseagent åt American Express fram tills hon var i 30-årsåldern då hon gifte sig med Malcolm Hall och fick 4 söner tillsammans. 
Robert Coles släppte en barnbok om Ruby 1995 med titeln The Story of Ruby Bridges vilket gjorde att Bridges Hall än en gång uppmärksammades av media. Bridges Hall reste runt till skolor för att föreläsa om boken och använde inkomsterna från bokförsäljningen för att starta sin rörelse Ruby Bridges Foundation.
Den 8 januari, 2001, tilldelades Bridges Hall Presidentens medborgarmedalj, av dåvarande president Bill Clinton, för det mod hon visade både som litet barn och fortsatt visa som vuxen i sitt arbete för tolerans.
Den 15 juli, 2011, gjorde Brigdes Hall ett officiellt besök i Vita huset med anledning av att Norman Rockwells tavla, The Problem We All Live With, lånats in under sommaren och fått ta plats direkt utanför Ovala rummet. Tavlas målades 1963 av Rockwell, som var engagerad i frågor om jämlikhet och tolerans. Den porträtterar Bridges Halls vandringar till skolan — under skydd av federala poliser — hennes första läsår på William Frantz. Under besöket uttryckte dåvarande presidenten Barack Obama sin respekt för Bridges Halls insats som barn med orden: "I think it's fair to say that if it wasn't for you guys, I might not be here and we wouldn't be looking at this together."

## Filmatisering
Händelserna under Bridges första skolår porträtterades 1998 i en TV-film med titeln Ruby Bridges, skriven av Toni Ann Johnson och regisserad av Euzhan Palcy.

## Galleri

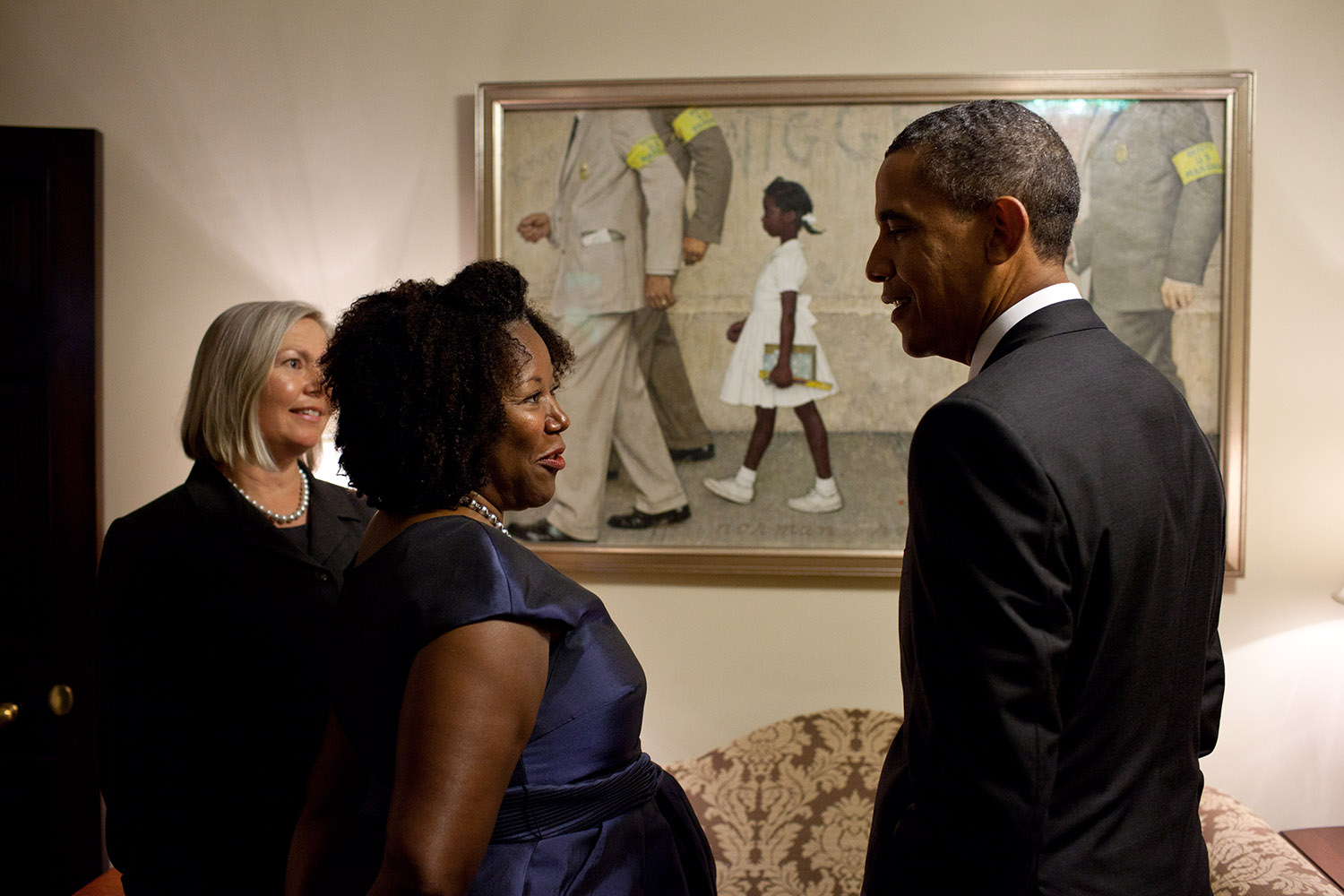
Ruby Bridges och Barack Obama 2011 i Ovala rummet framför Norman Rockwells The Problem We All Live With.
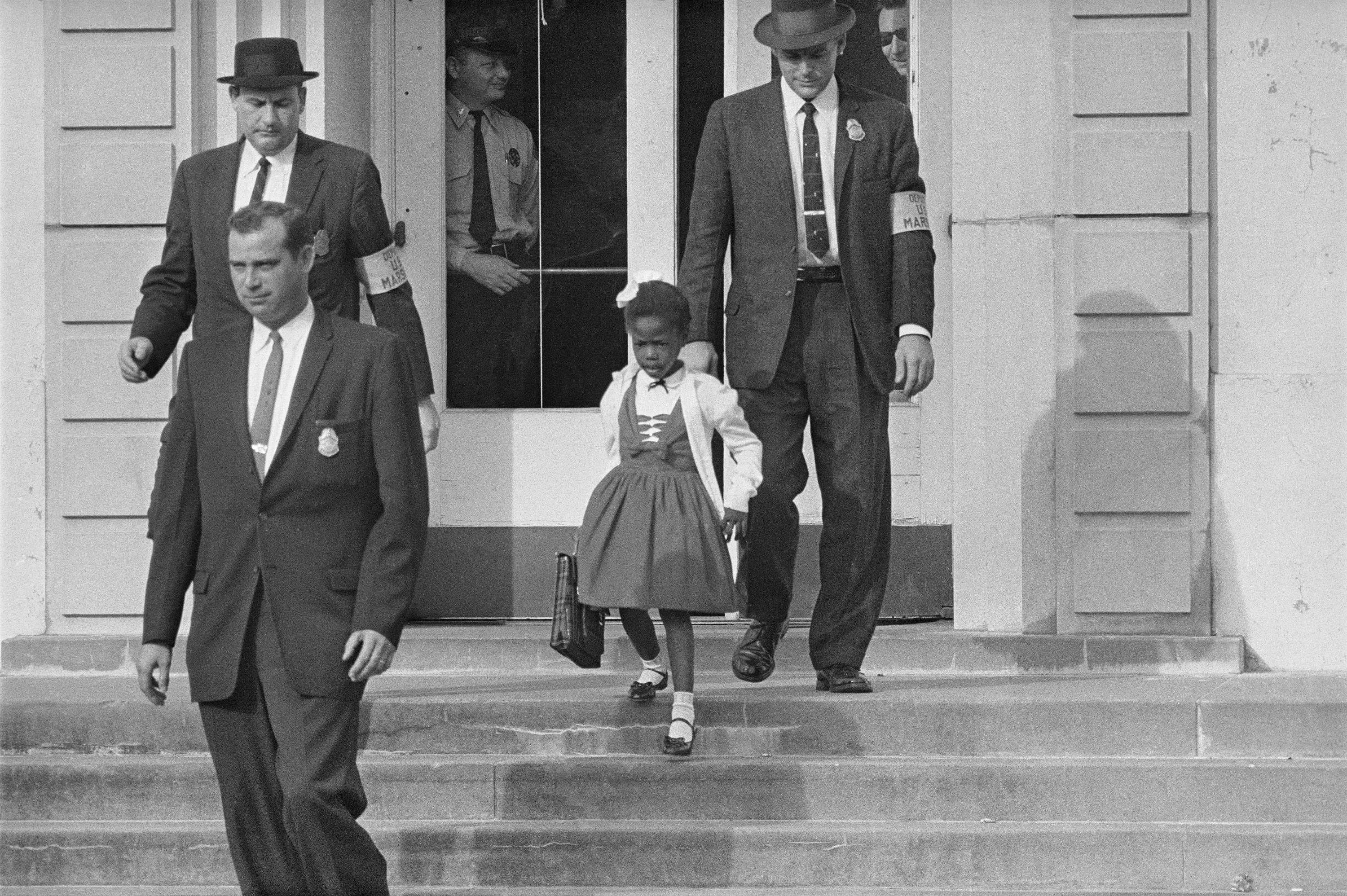
Den unga Ruby Bridges 1960 på skoltrappan, eskorterad av U.S. Marshals.
William Frantz Elementary grundskola 2010.